# 고산로 (곡성 구례)
고산로(古山路)는 전라남도 곡성군 고달면 목동리부터 구례군 산동면 시상리까지 잇는 도로이다.